# 米洛·久卡諾維奇
米洛·久卡諾維奇（發音：[mǐːlo dʑǔkanoʋitɕ] ⓘ；1962年2月15日—），曾任蒙特內哥羅社會主義者民主党党首、蒙特內哥羅总统、蒙特內哥羅总理。

## 政治生涯

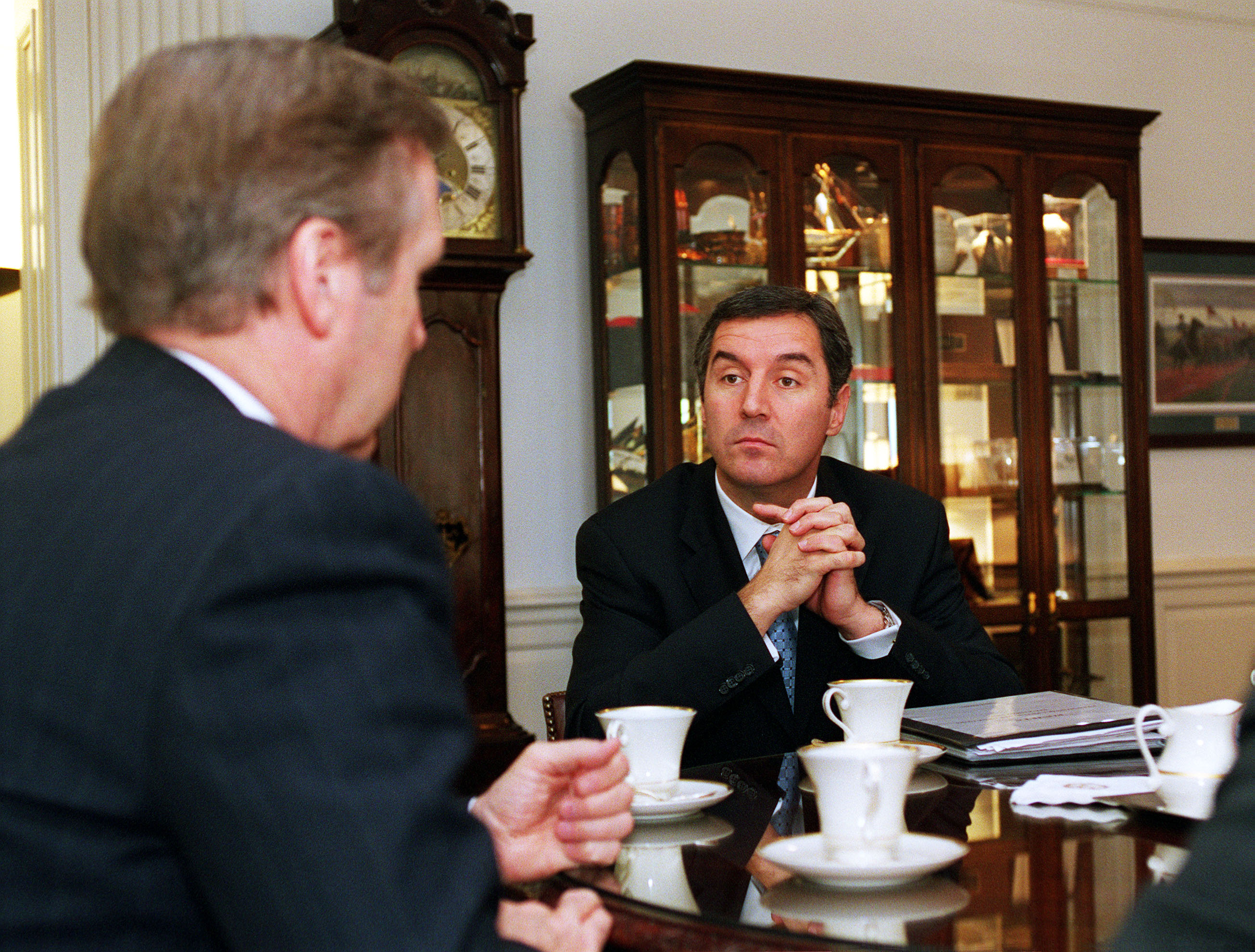
蒙特內哥羅總統米洛·久卡諾維奇 (右)，於1999年11月4日和美國國防部長威廉·柯恩在五角大廈內的會談

曾經在1991年－1998年、2003年－2006年、2008年－2010年、2012年－2016年擔任蒙特內哥羅總理，在1998年－2002年、2018年－2023年擔任蒙特內哥羅總統。
他原先與塞爾維亞總統米洛塞維奇關係密切。1996年，久卡諾維奇政府宣佈和米洛塞維奇掌權的塞爾維亞斷絕關係。之後久卡諾維奇即支持蒙特內哥羅獨立於南斯拉夫聯邦共和國。2006年5月21日蒙特內哥羅舉行公民投票，獨派以55.5%的微弱優勢險勝，6月3日，蒙特內哥羅國會正式宣佈獨立，蒙特內哥羅因而成為歐洲最新的獨立國家，並且恢復其在第一次世界大戰之前的獨立地位。
在2023年黑山总统选举中久卡諾維奇以仅41.12%的得票率敗給雅科夫·米拉托维奇。

## 争议
久卡諾維奇在1998年至2023年出任蒙特內哥羅社會主義者民主党党首期间，利用憲法漏洞，多次出任總統及總理職位，大權在握，他的家族及政府高層官員多次被指控貪污，令民眾不滿情緒升溫。